# أوك ترايل شورز (تكساس)
أوك ترايل شورز (بالإنجليزية: Oak Trail Shores CDP, Texas)‏ هي منطقة سكنية تقع بولاية تكساس في الولايات المتحدة. تبلغ مساحتها 6.58 كم2، وترتفع عن سطح البحر 247 م، بلغ عدد سكانها 2,755 نسمة في عام 2010 حسب إحصاء مكتب تعداد الولايات المتحدة وتصل الكثافة السكانية فيها 418.7 نسمة لكل كيلومتر مربع (1,084.4/ميل2).

## التركيبة السكانية
حدّد مكتب تعداد الولايات المتحدة بيانات التركيبة السكانية لأوك ترايل شورز في تعداد الولايات المتحدة. في ما يلي، التركيبة السكانية حسب تعدادي 2000 و2010.

### تعداد عام 2000
بلغ عدد سكان أوك ترايل شورز 2,475 نسمة بحسب تعداد عام 2000، وبلغ عدد الأسر 934 أسرة وعدد العائلات 665 عائلة مقيمة في المنطقة السكنية. في حين سجلت الكثافة السكانية 376.1 نسمة لكل كيلومتر مربع (974.1/ميل2). وبلغ عدد الوحدات السكنية 1,156 وحدة بمتوسط كثافة قدره 175.7 لكل كيلومتر مربع (455.1/ميل2).
وتوزع التركيب العرقي للمنطقة السكنية بنسبة 91.03% من البيض و0.77% من الأمريكيين الأفارقة و0.81% من الأمريكيين الأصليين و5.74% من الأعراق الأخرى و1.66% من عرقين مختلطين أو أكثر و17.70% من الهسبانيون أو اللاتينيون من أي عرق.
بلغ عدد الأسر 934 أسرة كانت نسبة 35.3% منها لديها أطفال تحت سن الثامنة عشر تعيش معهم، وبلغت نسبة الأزواج القاطنين مع بعضهم البعض 54.7% من أصل المجموع الكلي للأسر، ونسبة 9.7% من الأسر كان لديها معيلات من الإناث دون وجود شريك،  بينما كانت نسبة 6.7% من الأسر لديها معيلون من الذكور دون وجود شريكة وكانت نسبة 28.8% من غير العائلات. تألفت نسبة 23.7% من أصل جميع الأسر من عدة أفراد يعيشون في نفس المنزل ونسبة 9.1% كانت تتألف من شخص يعيش بمفرده يبلغ من العمر 65 عاماً أو أكثر. وبلغ متوسط حجم الأسرة المعيشية 2.65، أما متوسط حجم العائلات فبلغ 3.09.
بلغ العمر الوسطي للسكان 36.3 عاماً. وكانت نسبة 25.9% من القاطنين تحت سن الثامنة عشر، وكانت نسبة 7.5% بين الثامنة عشر والرابعة والعشرين عاماً، ونسبة 29.7% كانت واقعةً في الفئة العمرية ما بين الخامسة والعشرين والرابعة والأربعين عاماً، ونسبة 21.6% كانت ما بين الخامسة والأربعين والرابعة والستين، ونسبة 15.3% كانت ضمن فئة الخامسة والستين عاماً فما فوق. يوجد لكل 100 أنثى 101.5 ذكر، ويوجد لكل 100 أنثى في الثامنة عشر من عمرها فما فوق 104.8 ذكر.
بلغ متوسط دخل الأسرة في المنطقة السكنية 25,047 دولارًا، أما متوسط دخل العائلة فبلغ 26,077 دولارًا. وكان متوسط دخل الذكور 24,250 دولارًا مقابل 11,538 دولارًا للإناث. وسجل دخل الفرد الخاص بالمنطقة السكنية 11,665 دولارًا. وكانت نسبة 14.6% من العائلات ونسبة 18.5% من السكان تحت خط الفقر، وكان من هؤلاء نسبة 27.3% تحت سن الثامنة عشر ونسبة 1.9% في الخامسة والستين من العمر وما فوق.

### تعداد عام 2010
بلغ عدد سكان أوك ترايل شورز 2,755 نسمة بحسب تعداد عام 2010، وبلغ عدد الأسر 970 أسرة وعدد العائلات 679 عائلة مقيمة في المنطقة السكنية. في حين سجلت الكثافة السكانية 418.7 نسمة لكل كيلومتر مربع (1,084.4/ميل2). وبلغ عدد الوحدات السكنية 1,217 وحدة بمتوسط كثافة قدره 185 لكل كيلومتر مربع (479.1/ميل2).
وتوزع التركيب العرقي للمنطقة السكنية بنسبة 81.67% من البيض و1.23% من الأمريكيين الأفارقة و0.73% من الأمريكيين الأصليين و0.33% من الأمريكيين ذوي الأصول الآسيوية و14.81% من الأعراق الأخرى و1.23% من عرقين مختلطين أو أكثر و30.31% من الهسبانيون أو اللاتينيون من أي عرق.
بلغ عدد الأسر 970 أسرة كانت نسبة 38.4% منها لديها أطفال تحت سن الثامنة عشر تعيش معهم، وبلغت نسبة الأزواج القاطنين مع بعضهم البعض 48% من أصل المجموع الكلي للأسر، ونسبة 14.7% من الأسر كان لديها معيلات من الإناث دون وجود شريك،  بينما كانت نسبة 7.2% من الأسر لديها معيلون من الذكور دون وجود شريكة وكانت نسبة 30% من غير العائلات. تألفت نسبة 23.9% من أصل جميع الأسر من عدة أفراد يعيشون في نفس المنزل ونسبة 7.7% كانت تتألف من شخص يعيش بمفرده يبلغ من العمر 65 عاماً أو أكثر. وبلغ متوسط حجم الأسرة المعيشية 2.84، أما متوسط حجم العائلات فبلغ 3.32.
بلغ العمر الوسطي للسكان 35.4 عاماً. وكانت نسبة 28.9% من القاطنين تحت سن الثامنة عشر، وكانت نسبة 9% بين الثامنة عشر والرابعة والعشرين عاماً، ونسبة 24.6% كانت واقعةً في الفئة العمرية ما بين الخامسة والعشرين والرابعة والأربعين عاماً، ونسبة 26.1% كانت ما بين الخامسة والأربعين والرابعة والستين، ونسبة 11.4% كانت ضمن فئة الخامسة والستين عاماً فما فوق. وتوزع التركيب الجنسي للسكان بنسبة 48.9% ذكور و51.1% إناث.